# James Koskei
James Koskei (* 23. November 1968 im Uasin Gishu District) ist ein kenianischer Langstreckenläufer.
Bei den Crosslauf-Weltmeisterschaften 1999 wurde er Fünfter auf der Kurzstrecke und holte mit dem kenianischen Team Gold.
Bei seiner Premiere über die 42,195-km-Distanz, dem Chicago-Marathon 2004, legte er die erste Hälfte in 1:03:42 h zurück, brach dann aber ein und belegte lediglich den 18. Platz in 2:18:40 h. Beim Dubai-Marathon 2007 wurde er Neunter mit seiner persönlichen Bestzeit von 2:14:02 h.
Kurz darauf erzielte er sein bislang bestes Ergebnis bei einem großen Marathon, als er beim Boston-Marathon bei unwetterartigen Verhältnissen Vierter in 2:15:05 h wurde. 2008 wurde er an selber Stelle Neunter.
Koskei ist ein ehemaliger Fußballspieler. Er schloss sich 1995 dem Laufsport-Team der kenianischen Armee an. Er ist verheiratet, Vater von drei Kindern und wird vom deutschen Trainer Dieter Hogen betreut. 

## Persönliche Bestzeiten
- 1500 m: 3:35,66 min, 11. August 2000, Zürich
- 2000 m: 5:00,20 min, 30. Juli 1999, Stockholm
- 3000 m: 7:36,33 min, 23. Juni 2000, Saint-Denis
- 5000 m: 13:04,3 min, 7. Juni 2000, Mailand
- 10.000 m: 27:35,86 min, 11. Juli 1998, Villeneuve-d’Ascq
- 10-km-Straßenlauf: 27:36 min, 16. April 2000, Vancouver
- Halbmarathon: 1:02:07 h, 1. September 2002, Virginia Beach
- Marathon: 2:14:02 h, 12. Januar 2007, Dubai